# Maritza Lara López
Maritza Arlene Lara López (Puebla de Zaragoza, siglo XX) es una astrónoma mexicana cuyos intereses de investigación incluyen la metalicidad en la formación y evolución de galaxias y la astronomía extragaláctica. Es participante del proyecto Galaxy And Mass Assembly, e investigadora y becaria Ramón y Cajal en la Facultad de Ciencias Físicas de la Universidad Complutense de Madrid.

## Biografía
Originaria de Puebla, y realizó sus estudios de licenciatura en física en la Benemérita Universidad Autónoma de Puebla, graduándose en 2005 con una tesis de grado basada en una investigación en el Instituto Nacional de Astrofísica, Óptica y Electrónica y tutorizada por Raúl Mújica y Omar López Cruz.  Se convirtió en estudiante de posgrado en el Instituto de Astrofísica de Canarias en las Islas Canarias de España, con el apoyo del Consejo Nacional de Ciencia y Tecnología de México (CONACyT). Obtuvo su maestría en 2007 y completó su doctorado en 2011, bajo la supervisión doctoral de Jordi Cepa.
Fue investigadora y “Super Science Fellow” en el Observatorio Astronómico Australiano de 2011 a 2014. Posteriormente se convirtió en profesora adjunta de astronomía en la Universidad Nacional Autónoma de México (UNAM), asociada al Instituto de Astronomía de la UNAM, de 2014 a 2017.  Fue investigadora y profesora adjunta en el Instituto Niels Bohr de la Universidad de Copenhague de 2017 a 2020,  e investigadora postdoctoral en el Observatorio de Armagh en Irlanda de 2020 a 2022. Desde 2022 se desempeña como investigadora Ramón y Cajal en la Facultad de Ciencias Físicas de la Universidad Complutense de Madrid.
Sus colaboraciones de investigación incluyen el estudio Galaxy And Mass Assembly, el estudio SAMI Galaxy Survey y el estudio OSIRIS Tunable Emission Line Object Survey (OTELO).

### Reconocimientos
Su tesis ganó el premio a la mejor tesis en México. En 2016, L'Oréal México la nombró como una de las cinco ganadoras del Premio L'Oréal-UNESCO para Mujeres en la Ciencia.